# 1152
1152 (MCLII) var ett skottår som började en tisdag i den julianska kalendern.

## Händelser

### Mars
- 4 mars – Fredrik I Barbarossa väljs till tysk kung.

### Okänt datum
- Påvens sändebud Nicolaus av Albano kommer till Norden för att ordna kyrkan.
- Norge bryts loss från Lunds ärkestift och bildar en egen kyrkoprovins, med säte i Nidaros (nuv. Trondheim).
- Ludvig VII av Frankrike skiljer sig från Eleonora av Akvitanien som gifter sig med Henrik II av England.
- Den siste hammadidiske härskaren Yahya ibn Abd al-Aziz störtas av almohaderna.
- Bejaïa intas av almohaderna.
- Kirkstall Abbey i Leeds grundas.

## Födda
- Alfonso II av Aragonien.

## Avlidna
- 3 maj – Mathilda, regerande grevinna av Boulogne 1125–1151 och drottning av England sedan 1135 (gift med Stefan av Blois)
- Luitgard av Salzwedels, drottning av Danmark 1144–1146, gift med Erik Lamm.